# ماثيو واتسون
ماثيو واتسون (بالإنجليزية: Matt Watson)‏ (1 يناير 1985 المملكة المتحدة - ) هو لاعب كرة قدم بريطاني يلعب كلاعب وسط.